# Carlos Orsi
Carlos Orsi é um jornalista e escritor brasileiro, diretor do Instituto Questão de Ciência. Carlos é autor de diversos livros de comunicação de ciência, muito embora escreva também ficção científica. Em 2021 recebeu o prêmio Jabuti na categoria ciência.

## Carreira
Carlos Orsi é formado em jornalismo pela ECA-USP e foi editor de ciência do grupo Estado, onde criou a seção online “Ano 2000” e foi colunista da revista Galileu e do Jornal da Unicamp, no qual manteve a coluna “Telescópio”.  Na revista Galileu assinava a coluna “Olhar Cético”, em que tratava de pseudociências e temas polêmicos sob a ótica científica. Em 2021, estreou como autor de trabalhos acadêmicos, com artigos publicados nos periódicos Frontiers in Communication e Genetics and Molecular Biology. Dentre suas obras publicadas estão "O Livro dos Milagres", "Pura Picaretagem", "O Livro da Astrologia" e "Ciência no Cotidiano".

## Vida pessoal
Carlos Orsi é casado com Natalia Pasternak.